# Terellia occidentalis
Terellia occidentalis är en tvåvingeart som först beskrevs av Snow 1894.  Terellia occidentalis ingår i släktet Terellia och familjen borrflugor. Inga underarter finns listade i Catalogue of Life.